# 田中千晴
田中 千晴（たなか ちはる、2000年9月21日 - ）は、大阪府堺市南区出身のプロ野球選手（投手）。右投右打。読売ジャイアンツ所属。

## 経歴

### プロ入り前
堺市立新檜尾台小学校5年の時に野球を始める。堺市立赤坂台中学校では軟式野球部に所属。
浪速高等学校では2年秋からエースとなったが、3年夏の南大阪大会は2回戦で敗退した。甲子園出場経験はなし。
指定校推薦で入学した國學院大學では、2年秋に東都大学野球リーグ戦初登板を果たしたが、故障のため3年春、3年秋は登板がなかった。4年春に3季ぶりに公式戦のマウンドに上がると、自己最速の153km/hを記録し一躍ドラフト候補に浮上した。4年秋にリーグ戦初勝利を挙げた。
2022年10月20日に行われたプロ野球ドラフト会議において読売ジャイアンツから3位指名を受け、11月29日に契約金6000万円、年俸1000万円（金額は推定）で仮契約を結んだ。背番号は48。担当スカウトは脇谷亮太。

### 巨人時代
2023年4月13日に初めて一軍登録され、その日の対阪神タイガース3回戦（東京ドーム）で8回表からリリーフ登板し、プロ初登板を果たした。最初の打者である中野拓夢を二直に打ち取ると、1イニングを打者6人、被安打1、与四球2、無失点に抑えた。4月19日の横浜DeNAベイスターズ戦（さがみどりの森球場）では、先発の山﨑伊織の後を受け3点リードの8回に登板すると、三者凡退に抑えプロ初ホールドを記録した。最終的に30試合に登板し、2勝3敗3ホールド、防御率5.51を記録。11月29日、900万円増となる推定年俸1900万円で契約を更改した。
2024年は、8月2日に一軍に昇格し、3試合に登板して防御率0.00だったが、8月23日に登録を抹消された。二軍でも、一軍の登板を含めて15試合連続無失点を記録したものの、以降の一軍昇格はなかった。同年は右肘の違和感から痛み止めの注射を打ちながらプレーし、オフの10月に右肘のクリーニング手術を行った。11月22日に380万円減の推定年俸1520万円で契約を更改した。

## 選手としての特徴・人物
189cmの長身から投げ下ろす最速155km/hの直球とフォークが武器の右腕。
小林誠司は出身小学校（新檜尾台小）と中学校（赤坂台中）が同じ同郷の先輩にあたる。
趣味はギターの弾き語り。十八番は秦基博の「ひまわりの約束」。2023年11月23日のファンフェスタでは尾崎豊の「I LOVE YOU」、2024年11月30日のファンフェスタでは斉藤和義の「歌うたいのバラッド」を弾き語りで披露した。

## 詳細情報

### 年度別投手成績
| 年 度     | 球 団     | 登 板 | 先 発 | 完 投 | 完 封 | 無 四 球 | 勝 利 | 敗 戦 | セ 丨 ブ | ホ 丨 ル ド | 勝 率 | 打 者 | 投 球 回 | 被 安 打 | 被 本 塁 打 | 与 四 球 | 敬 遠 | 与 死 球 | 奪 三 振 | 暴 投 | ボ 丨 ク | 失 点 | 自 責 点 | 防 御 率 | W H I P |
| --------- | --------- | ----- | ----- | ----- | ----- | -------- | ----- | ----- | -------- | ----------- | ----- | ----- | -------- | -------- | ----------- | -------- | ----- | -------- | -------- | ----- | -------- | ----- | -------- | -------- | ------- |
| 2023      | 巨人      | 30    | 0     | 0     | 0     | 0        | 2     | 3     | 0        | 3           | .400  | 148   | 32.2     | 30       | 4           | 19       | 0     | 0        | 41       | 1     | 0        | 22    | 20       | 5.51     | 1.50    |
| 2024      | 巨人      | 3     | 0     | 0     | 0     | 0        | 0     | 0     | 0        | 0           | ----  | 14    | 4.0      | 2        | 0           | 0        | 0     | 0        | 4        | 0     | 0        | 0     | 0        | 0.00     | 0.50    |
| 通算：2年 | 通算：2年 | 33    | 0     | 0     | 0     | 0        | 2     | 3     | 0        | 3           | .400  | 162   | 36.2     | 32       | 4           | 19       | 0     | 0        | 45       | 1     | 0        | 22    | 20       | 4.91     | 1.39    |

- 2024年度シーズン終了時

### 年度別守備成績
| 年 度 | 球 団 | 投手  | 投手  | 投手  | 投手  | 投手  | 投手     |
| 年 度 | 球 団 | 試 合 | 刺 殺 | 補 殺 | 失 策 | 併 殺 | 守 備 率 |
| ----- | ----- | ----- | ----- | ----- | ----- | ----- | -------- |
| 2023  | 巨人  | 30    | 1     | 3     | 0     | 0     | 1.000    |
| 2024  | 巨人  | 3     | 1     | 1     | 0     | 0     | 1.000    |
| 通算  | 通算  | 33    | 2     | 4     | 0     | 0     | 1.000    |

- 2024年度シーズン終了時

### 記録
初記録
投手記録
- 初登板：2023年4月13日、対阪神タイガース3回戦（東京ドーム）、8回表に3番手で救援登板、1回無失点[8]
- 初奪三振：2023年4月16日、対中日ドラゴンズ6回戦（バンテリンドーム ナゴヤ）、6回裏にアリスティデス・アキーノから空振り三振
- 初ホールド：2023年4月19日、対横浜DeNAベイスターズ5回戦（さがみどりの森球場）、8回表に2番手で救援登板、1回無失点[21]
- 初勝利：2023年5月25日、対横浜DeNAベイスターズ10回戦（東京ドーム）、5回表に3番手で救援登板、1回1/3を無失点[22]

打撃記録
- 初打席：2023年8月20日、対広島東洋カープ21回戦（MAZDA Zoom-Zoom スタジアム広島）、4回表に玉村昇悟から投ゴロ

### 背番号
- 48（2023年[6] - ）